# 通麦香茅
通麦香茅（学名：Cymbopogon tungmaiensis），为禾本科香茅属下的一个植物种。